# Andrényi-palota (Arad)
Az aradi Andrényi-palota műemlék épület Romániában, Arad megyében. A romániai műemlékek jegyzékében az AR-II-m-B-00544 sorszámon szerepel.

## Története
A palotát 1880–1890 között építtette a bárói rangra emelt Andrényi kereskedőcsalád. Az 1948-as államosítást követően Úttörőrpalota, 1990 óta Gyermekpalota lett.